# Јелена (жена Константина VIII)
Јелена (грчки: Ελένη) је била византијска царица, супруга Константина VIII.

## Биографија
Веома мало се зна о овој византијској царици, будући да је њен једини сигуран помен из "Хронографије" Михаила Псела. Поједине податке добијамо из дела Јована Скилице и Јована Зонаре. Псел је написао следеће: "Константин је и даље био младић када се оженио девојком званом Јелена. Она је била ћерка Алипија, управника града и члана угледне породице са високим угледом. Ова дама, која је била не само лепа већ и поштена, родила је цару три ћерке пре него што је умрла". Идентитет Јелениног оца Алипија (грчки: Αλυπίος) није познат. Склапање брака треба сместити у године око 976, док годину смрти Јелене није могуће одредити. Свакако је умрла далеко пре него што је њен супруг постао једини цар 1025. године. Историчар Гинтер Волф сматра да је умрла око 989. године, могуће на свом трећем порођају. Јеленине три ћерке биле су:
- Евдокија (грчки: Ευδοκία), према "Хронографији" је у младости оболела од неке инфективне болести.[4] Касније се замонашила.
- Зоја Порфирогенита (грчки: Ζωή), византијска царица, супруга царева Романа III, Константина IX и Михаила IV.
- Теодора (грчки: Θεοδώρα), византијска царица, савладарка сестре Зоје и самостална владарка (1055-1056).

У време Јелениног брака са Константином VIII, он је био савладар своме старијем брату Василију II. Василије је био главни владар од 976. до 1025. године. Међутим, како се није женио, Јелена је носила титулу августе током свог брака са Константином.

### Могући наследници
Византолог Роналд Велс сумња да се Евдокија није замонашила, већ да се удала за Андроника Дуку, пафлагонског племића који је служио као стратег теме Мезије. Јелена би у том случају била баба Константину X и Јовану Дуки. Велс претпоставља да се још две ћерке могу приписати Јелени. Прва је Марија, супруга Јована Владислава. Кристијан Сетипани је, међутим, изложио поузданију претпоставку да је Марија ћерка бугарског цара Бориса II. Друга предложена ћерка Јелене је "Софија", супруга Манојла Еротика Комнина. Манојло је био отац Исака I Комнина и Јована Комнина, оца будућег цара Алексија I.